# Punta Straling
La Punta Straling (in Greschòneytitsch, Stralingspétz - 3.115 m s.l.m.) è una montagna che fa parte delle Alpi del Monte Rosa nelle Alpi Pennine. Si trova in Piemonte tra la Valsesia e la Valle del Lys.

## Caratteristiche

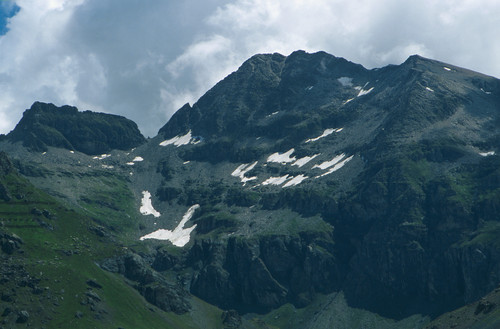
La punta Straling dal versante di Gressoney.

La montagna si eleva imponente sulla cresta spartiacque Sesia/Lys. È una delle più importanti cime della Costiera del Corno Bianco e domina i pascoli di Zube in Valsesia e di Gabiet nella valle di Gressoney. Se osservata dalla val d'Olen e dall'alta Valsesia ha una forma piramidale con pendii scoscesi. Il Passo Zube la separa a nord dal Corno Rosso mentre verso sud il crinale prosegue con il Passo della Coppa (2.915) e il Corno Grosso (3.042).

## Accesso alla vetta

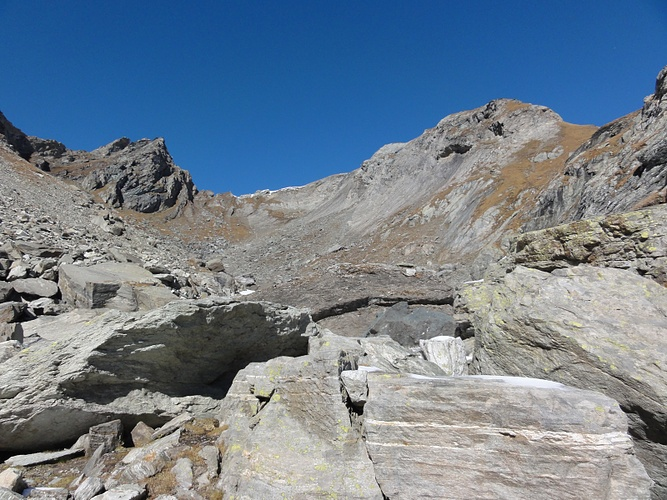
Il canalone che risale al passo della Coppa

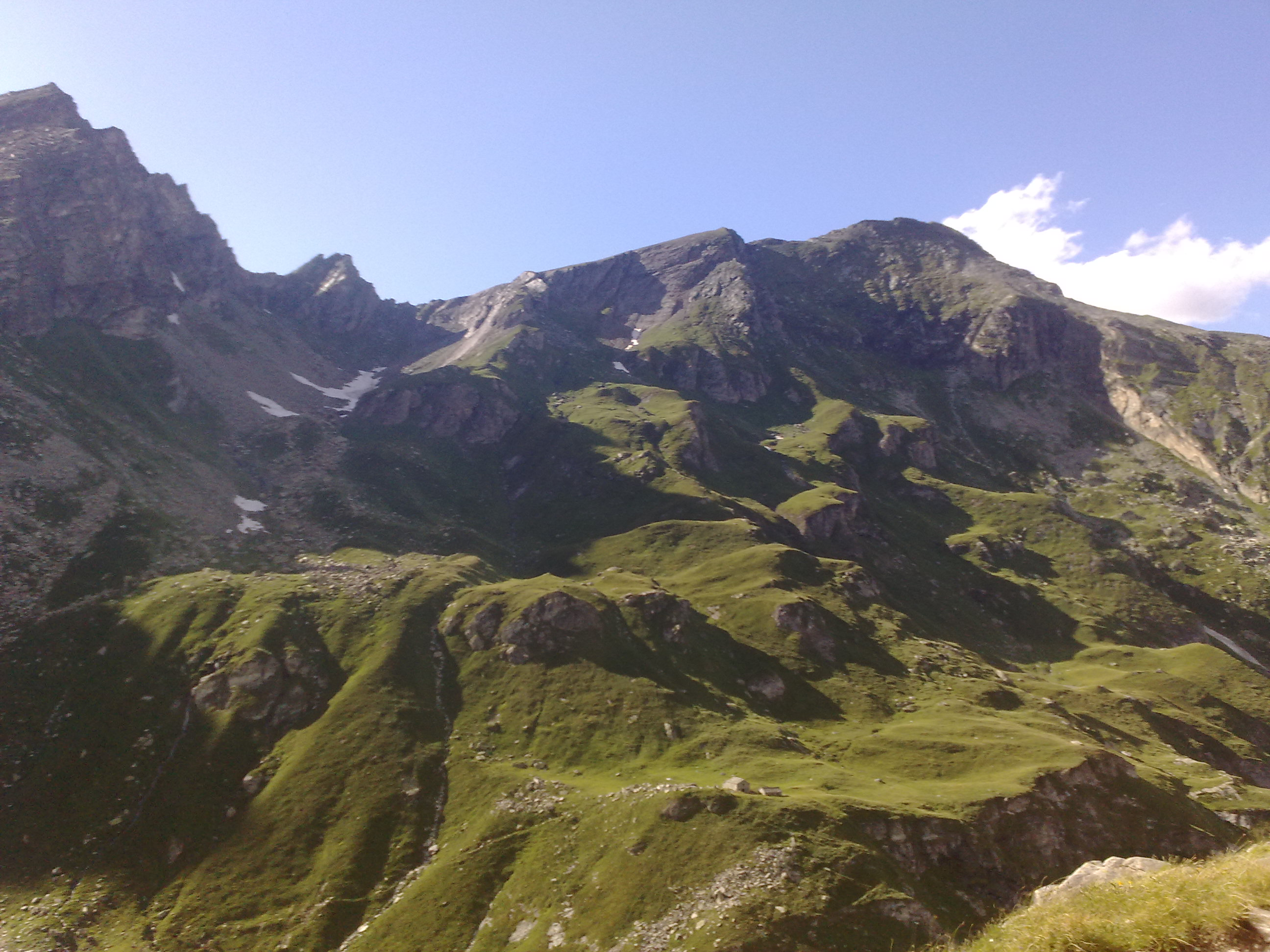
Il canalone Granus si sviluppa appena a destra dell'anticima 3.063

È possibile raggiungere la vetta in giornata con itinerari al limite tra l'escursionistico e l'alpinistico. Il bivacco Ravelli a 2.504 m è un ottimo appoggio per ascensioni in due giorni.
È raggiungibile:
- dal passo della Coppa e cresta sud, toccando l'anticima a 3063 m (altezza 5.30, F)
- dal versante ovest ed il canale del granus direttamente alla vetta (altezza 5.30, EE/F)
- dalla cresta nord (altezza 6.30, AD)

### Passo della Coppa e cresta sud
Dall'Alpe Granus (2.338 m), sopra Pianmisura, si segue il canalone spesso innevato tra il Corno Grosso e l'anticima 3.063 fino alla ripida testata del passo della Coppa (2.916 m). Guadagnato il passo si piega a destra e si raggiunge la cima seguendo il filo della cresta e facendo attenzione ad alcuni tratti esposti.

### Versante sud - Canalone Granus
Dall'Alpe Granus si sale tenendosi sulla destra il vallone del passo della coppa e puntando i contrafforti dell'anticima che degradano verso i pascoli dell'Alpe. Si risale tutto il ripido canalone Granus fino al colletto appena dopo l'anticima 3.063, quindi si segue la cresta fino alla vetta.

## Galleria d'immagini

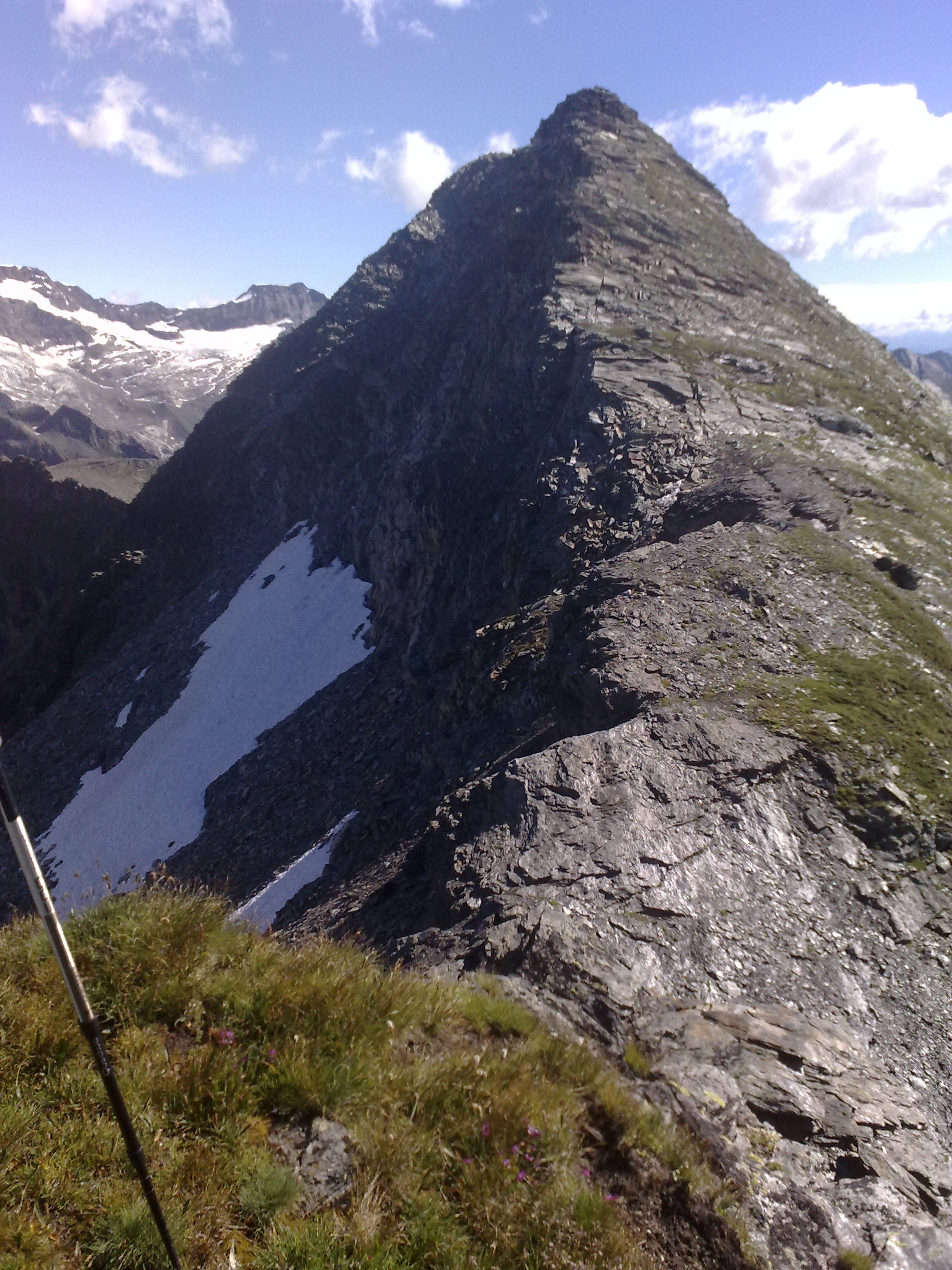
Cresta sud Punta Straling
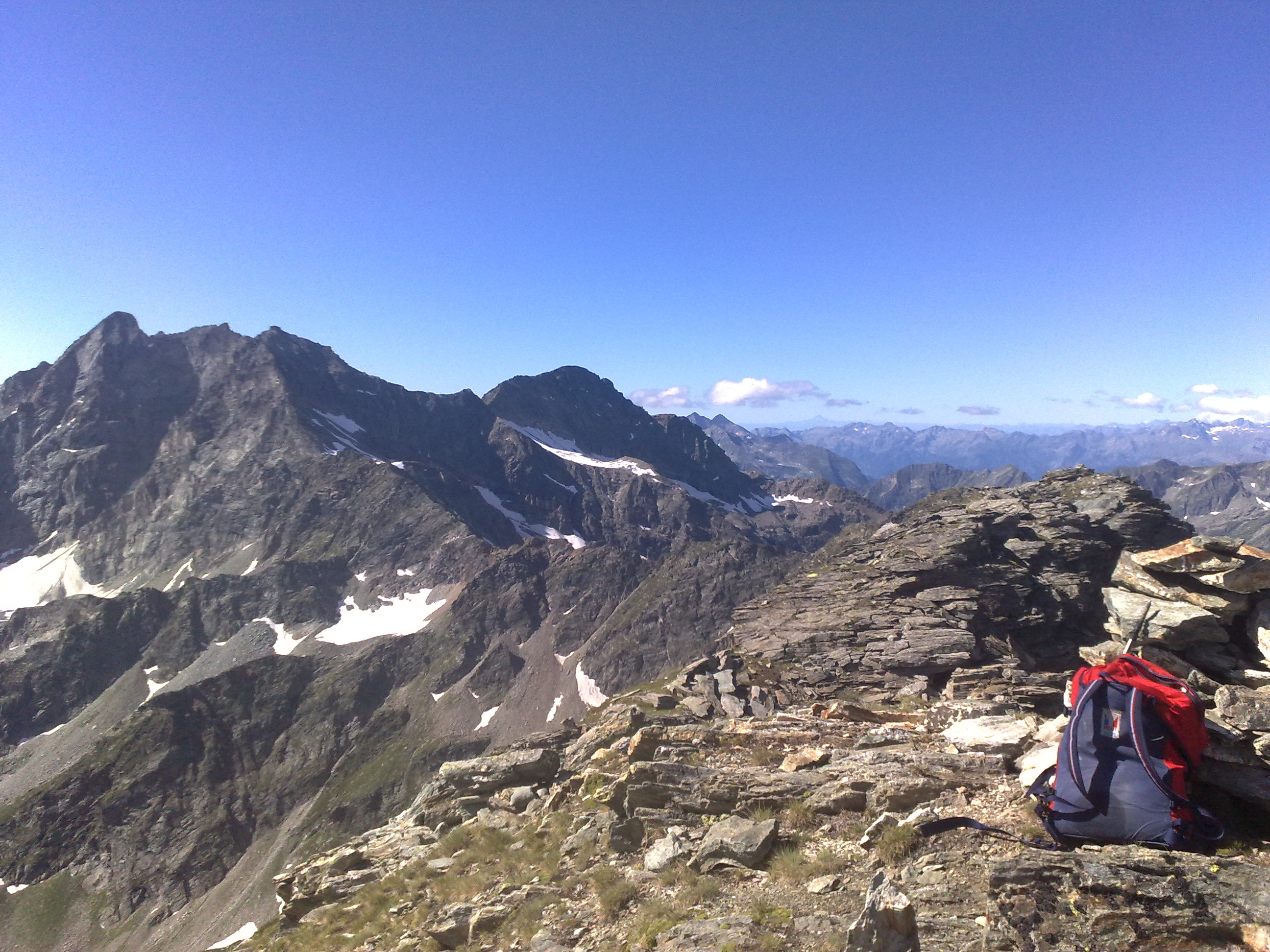
Il Corno Bianco visto dalla vetta della Punta Straling
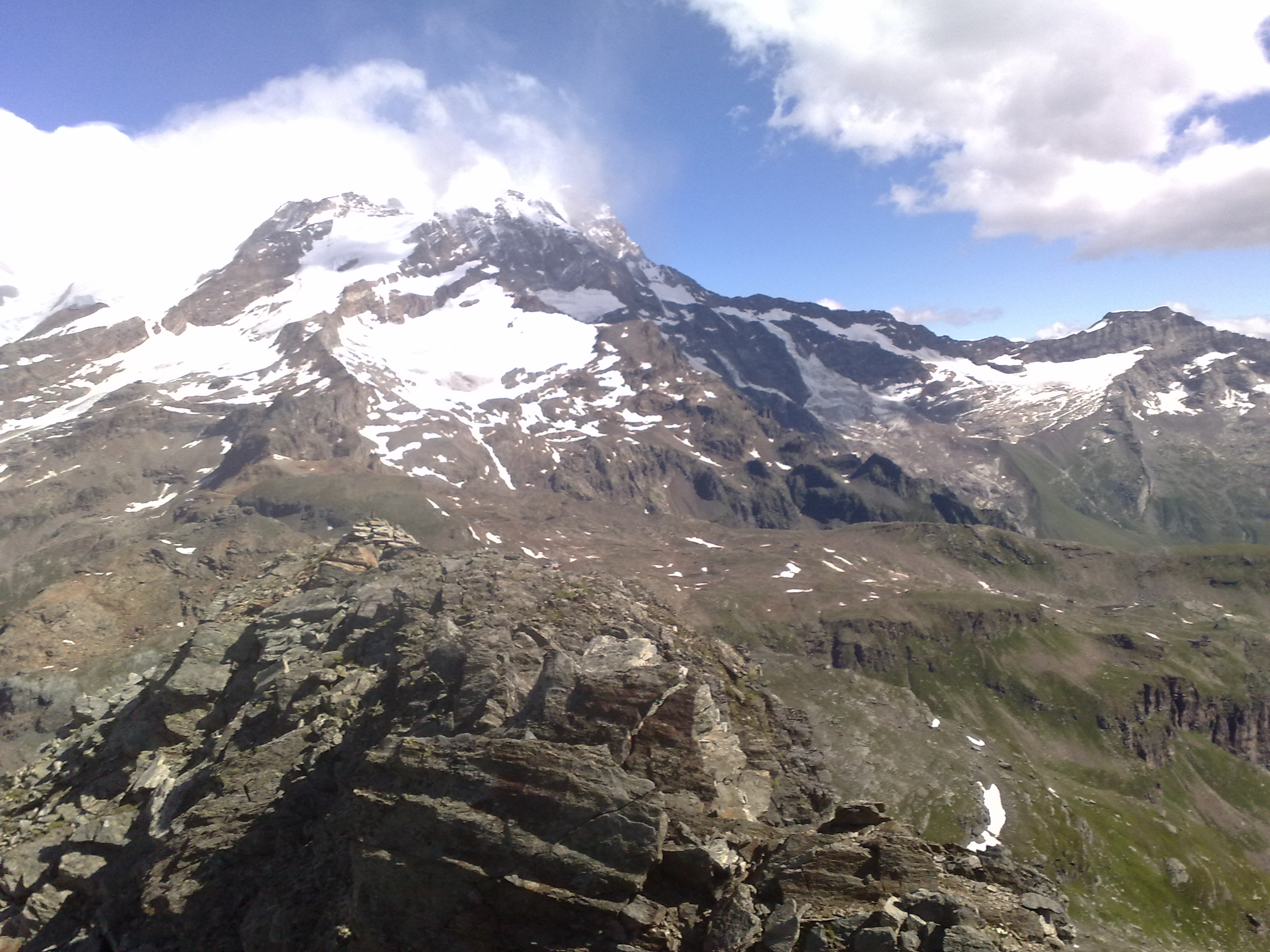
Il monte Rosa visto dalla vetta della Punta Straling